# Norberto Menéndez
Norberto Menéndez (Buenos Aires, 14 dicembre 1936 – Buenos Aires, 26 maggio 1994) è stato un calciatore argentino, di ruolo attaccante. È l'unico giocatore ad aver vinto almeno tre titoli con le due squadre più blasonate d'Argentina, Boca Juniors e River Plate, nonché il primo ad aver realizzato un gol nelle qualificazioni a un Mondiale per la sua selezione, il 13 ottobre 1957 a Santiago contro il Cile.

## Caratteristiche tecniche
Giocava come attaccante, solitamente nel ruolo di centravanti, ma era in grado di posizionarsi anche a centrocampo, conservando la propria inclinazione offensiva sia come trequartista che come centrocampista laterale destro.

## Carriera

### Club
Fece il suo debutto nella prima squadra del River Plate nel campionato argentino 1954, di fatto sostituendo Walter Gómez, uruguaiano che occupava la posizione di centravanti. Nel 1955 vinse il primo titolo con la maglia del club: a esso ne seguirono altri due consecutivi, segnando quattordici reti nel campionato del 1957. Il 14 novembre 1957 segnò il gol più veloce della storia del Superclásico dopo un minuto e quaranta secondi dal fischio d'inizio; il suo record verrà poi battuto da Mastrángelo nel 1972. Passò poi il campionato seguente nell'Huracán, segnando una media di un gol ogni due partite. Nel 1962 si trasferì al Boca Juniors, entrando dunque nel novero di giocatori ad aver vestito la maglia di River e Boca. Debuttò con la nuova squadra il 25 marzo 1962, e già al suo primo anno vinse il titolo nazionale. Nel 1964 replicò il successo, tra l'altro segnando contro la sua ex squadra nel Superclásico, fatto che si ripeté anche nel 1965: entrambe le volte le sue realizzazioni furono importanti ai fini della classifica. Lasciò il Boca il 22 ottobre 1967, trasferendosi poi al Colón per la Primera División 1968. Nel 1969 espatriò, andando a giocare in Uruguay, dapprima al Cerro e successivamente al Defensor, ove chiuse la carriera.

### Nazionale
Debuttò nel 1957 con la selezione nazionale; ottenne poi la convocazione al campionato del mondo 1958, agendo come principale riferimento offensivo del 3-2-5 adottato nell'occasione dalla Nazionale argentina. Segnò anche una rete contro la Irlanda del Nord, al sessantaseiesimo minuto, firmando il vantaggio della propria formazione.

## Palmarès

### Club
- Campionato argentino: 6

River Plate: 1955, 1956, 1957
Boca Juniors: 1962, 1964, 1965,

### Nazionale
- Giochi panamericani: 1

1955